# Karhakkamaanjärvi
Karhakkamaanjärvi är en sjö i Finland. Den ligger i kommunen Kittilä i landskapet Lappland, i den norra delen av landet, 900 km norr om huvudstaden Helsingfors. Karhakkamaanjärvi ligger 339,8 meter över havet. Omgivningarna runt Karhakkamaanjärvi är i huvudsak ett öppet busklandskap. Arean är 10,2 hektar och strandlinjen är 1,45 kilometer lång. Sjön  ingår i Pasvik älvs huvudavrinningsområde. 